# 埼玉県浦和競馬組合
埼玉県浦和競馬組合（さいたまけんうらわけいばくみあい）は、浦和競馬場で地方競馬を主催する一部事務組合である。埼玉県、さいたま市で構成される。事務所は埼玉県さいたま市南区大谷場1丁目8番42号。

## 所属騎手
- 赤津和希（あかつ かずき）
- 秋元耕成（あきもと こうせい）
- 及川烈 （おいかわ れつ）- 2022年デビュー
- 岡田大（おかだ だい）
- 加藤和博（かとう かずひろ）
- 國分祐仁（こくぶん ゆうと）
- 高橋哲也（たかはし てつや）
- 七夕裕次郎（たなばた ゆうじろう）- 2020年デビュー
- 中島良美（なかしま よしみ）- 2019年デビュー
- 中山遥人（なかやま はるひと）- 2025年デビュー
- 半澤慶実（はんざわ よしみ）
- 福原杏（ふくはら まい） - 2019年デビュー
- 保園翔也（ほぞの しょうや）
- 見越彬央（みこし あきお）
- 室陽一朗（むろ ひいろう） - 2022年デビュー
- 吉留孝司（よしどめ こうし）

### 引退騎手
- 内田利雄（うちだ としお）
- 折笠豊和（おりかさ とよかず）
- 北島希望（きたじま のぞみ）
- 入口由美子（いりぐち ゆみこ） ‐ 現・浦和競馬場調教師
- 繁田健一（しげた けんいち） - 現・浦和競馬場調教師
- 須藤優（すどう ゆう）
- 千野稜真（ちの りょうま）‐ 2024年デビュー
- 寺島憂人（てらしま ゆうと）
- 橋本直哉（はしもと なおや）
- 平山真希（ひらやま まき） - 現・浦和競馬場調教師
- 松井達也（まつい たつや） ‐ 2000年11月23日の落馬事故でその後逝去した
- 見澤譲治（みさわ じょうじ）
- 水野貴史（みずの たかし） - 現・浦和競馬場調教師
- 山崎真（やまざき しん）

## 所属調教師
- 内野健二（うちの けんじ）
- 宇野木数徳（うのき かずのり）
- 宇野木博徳（うのき ひろのり）
- 岡田一男（おかだ かずお）
- 小澤宏次（おざわ ひろつぐ）
- 海馬澤司（かいばさわ つかさ）
- 鹿沼良和（かぬま よしかず）
- 川島豊（かわしま ゆたか）
- 川村守男（かわむら もりお）
- 工藤伸輔（くどう しんすけ）
- 小久保智（こくぼ さとし）
- 小林真治（こばやし しんじ）
- 牛房榮吉（ごぼう えいきち）
- 酒井一則（さかい かずのり）
- 柘榴浩樹（ざくろ ひろき）
- 繁田健一（しげた けんいち）
- 鈴木勝文（すずき かつふみ）
- 冨田敏男（とみた としお）
- 野口孝（のぐち たかし）
- 野口寛仁（のぐち ひろひと）
- 長谷川忍（はせがわ しのぶ）
- 平山真希（ひらやま まき）
- 藤原智行（ふじわら ともゆき）
- 本間光雄（ほんま みつお）
- 水野貴史（みずの たかし）
- 箕輪武（みのわ たけし）-元足利。
- 薮口一麻（やぶぐち かずま）
- 山越光（やまこし ひかる）
- 横山保（よこやま たもつ）
- 吉田正美（よしだ まさみ）